# Poumarous
Poumarous ist eine französische Gemeinde mit 154 Einwohnern (Stand 1. Januar 2022) im Département Hautes-Pyrénées in der Region Okzitanien (vor 2016: Midi-Pyrénées). Sie gehört zum Arrondissement Tarbes und zum Kanton La Vallée de l’Arros et des Baïses.

## Geographie
Poumarous liegt circa 14 Kilometer südöstlich von Tarbes in der historischen Grafschaft Bigorre. An der westlichen Gemeindegrenze verläuft das Flüsschen Arrêt, an der östlichen das Flüsschen Arrédou. 
Umgeben wird Poumarous von den fünf Nachbargemeinden:
|              | Tournay                                     |      |
| Oléac-Dessus | Kompassrose, die auf Nachbargemeinden zeigt | Ozon |
| Luc          | Cieutat                                     |      |

## Einwohnerentwicklung

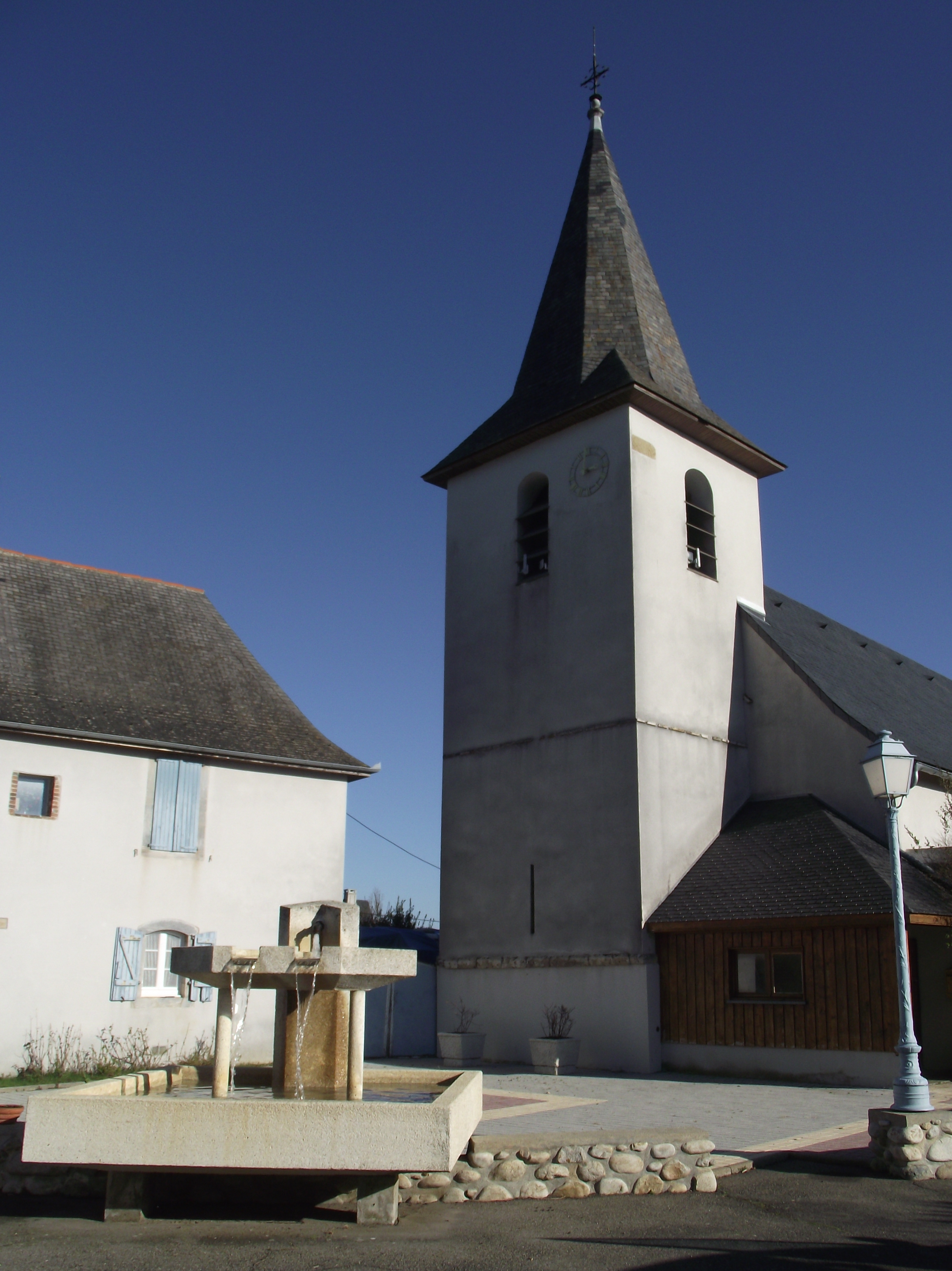
Pfarrkirche Saint-Germain-d’Auxerre

Nach Beginn der Aufzeichnungen stieg die Einwohnerzahl bis zur ersten Hälfte des 19. Jahrhunderts auf einen Höchststand von rund 465. In der Folgezeit sank die Größe der Gemeinde bei kurzen Erholungsphasen bis zu den 1990er Jahren auf ihren tiefsten Wert von rund 105 Einwohnern, bevor eine Wachstumsphase einsetzte, die bis heute anhält.
| Jahr      | 1962 | 1968 | 1975 | 1982 | 1990 | 1999 | 2006 | 2011 | 2022 |
| --------- | ---- | ---- | ---- | ---- | ---- | ---- | ---- | ---- | ---- |
| Einwohner | 150  | 133  | 114  | 112  | 106  | 119  | 119  | 136  | 154  |

## Sehenswürdigkeiten
- Pfarrkirche Saint-Germain-d’Auxerre

## Wirtschaft und Infrastruktur
Poumarous liegt in den Zonen AOC der Schweinerasse Porc noir de Bigorre und des Schinkens Jambon noir de Bigorre.

### Verkehr
Poumarous ist über die Routes départementales 28 und 83 erreichbar.